# Raymond Frau
Raymond Frau (* 14. Oktober 1887 auf der Insel Gorée; † 9. Februar 1953 in Paris) war ein französischer Varieté-Künstler und Filmschauspieler.

## Leben
Frau verbrachte seine Kindheit in Tunesien und Marseille. Er trat etwa ab dem Alter von 13 Jahren in Frankreich als Zirkusclown in Music Halls und Café-concerts auf. 1912 engagierte ihn die italienische Filmgesellschaft Cines als Komikdarsteller, nachdem der erfolgreiche „Tontolini“-Darsteller Ferdinand Guillaume Cines verlassen hatte. Frau verkörperte in seinen mehr als 130 italienischen Kurzkomödien für Cines die international beliebte Figur des „Kri Kri“, die in Großbritannien als „Bloomer“, in Frankreich und den Niederlanden als „Patachon“, in Spanien und Portugal als „Kri-Kri“ und in Deutschland als „Mucki“, „Krikri“ oder „Bliemchen“ bekannt war. Die Klamauk-Komödien zogen ihren Humor aus zahlreichen Filmtricks und schräg surrealen Szenen, in denen sich Menschen selbst enthaupten, die Schwerkraft aufgehoben ist und der Protagonist von seinem Spiegelbild verfolgt wird.
Anfang 1916 kehrte Frau nach Frankreich zurück und drehte dort bis Mitte der 1920er Jahre noch etwa 10 Filme in der Figur des „Dandy“ in einer Komödienreihe der Filmgesellschaft Éclair. Daneben trat er wieder in Varieté-Nummern auf. In den 1930er Jahren spielte der nur 1,52 Meter große Schauspieler unter anderem neben Jean Gabin, Marie Glory, Josette Day und Raimu.

## Filmografie (Auswahl)
- 1950: Miquette et sa mère